# Пик-де-Сенж
Пик-де-Сенж или Обезьянья гора — гора на севере Алжира (к северо-западу от г. Беджая).

## Экология
Вершина является местом обитания магота («Macaca sylvanus»), который на данный момент находится под угрозой исчезновения. Этот вид приматов некогда имел гораздо более широкое распространение, чем в настоящее время.